# Aivis Jurdžs
Aivis Jurdžs (* 24. August 1983 in der Lettischen SSR, UdSSR) ist ein lettischer Handballspieler.

## Karriere
Aivis Jurdžs begann mit 19 Jahren mit dem Handball, nachdem er in seiner Kindheit zunächst Basketball spielte. Er spielte beim ASK Riga, mit dem er in den Spielzeiten 2007/08 und 2008/09 am EHF-Pokal teilnahm. Im Sommer 2009 wechselte der 1,97 Meter große Rückraumspieler in die deutsche Handball-Bundesliga zur TSV Hannover-Burgdorf. Nachdem sein Vertrag bei den Hannoveranern nicht verlängert wurde, lief er ab der Saison 2013/14 für den ThSV Eisenach auf. Ab dem Juli 2015 stand er beim Bundesligisten SC DHfK Leipzig unter Vertrag. Im Sommer 2019 schloss er sich dem lettischen Verein Tenax Dobele an. Im Januar 2020 wechselte er zum deutschen Zweitligisten TV Emsdetten.
Aivis Jurdžs gehört zum Kader der lettischen Nationalmannschaft, für die er bisher 84 Länderspiele bestritt. Er wurde zum lettischen Handballer des Jahres 2013 gewählt.